# Tribuna (folyóirat, 1884–1903)
A Tribuna román nyelvű irodalmi és politikai napilap, amely 1884–1903 között jelent meg Nagyszebenben. Az első négy évben a főszerkesztője Ioan Slavici volt.
Az alapítók – öt brassói és öt nagyszebeni magánszemély – a Telegraful Român című lap körül csoportosuló fiatal íróknak akartak megjelenési lehetőséget biztosítani, akik összetűzésbe kerültek a lapot kiadó nagyszebeni ortodox érsekséggel egy Tisza Kálmán miniszterelnököt vehemensen támadó cikk miatt. Tágabb értelemben az alapítók attól tartottak, hogy a magyarországi román párt egyes vezetői, köztük Miron Romanul nagyszebeni érsek és a mérsékelt román párt (Partid Moderat Român Constitutional) a románság és a magyar állam összebékítésére törekednek. A szervezés elsősorban Ioan Slavici, Diamandi Manole és Ioan Bechnitz munkája volt. A lap indítása érdekében Bukarestből Erdélybe költöző Slavici-ot Theodor Rosetti, Ion C. Brătianu és Mihail Kogălniceanu biztatták elhatározásában.
A lap a magyar állam románságát igyekezett mozgósítani, az értelmiség mellett a tanulóifjúságot is megszólítva. Hirdette a román nemzet kulturális egységét, nyelvében a regáti irodalmi nyelvhez próbált közelíteni. Állást foglalt a nép életéről szóló, népies szellemben írt irodalom, a Nicolae Iorga által „népi realizmus”-nak nevezett irányzat mellett. Ioan Slavici életművének számos fontos darabja a Tribunában jelent meg, és George Coșbuc is lap hasábjain vált elismert költővé. A lap népkönyvtárat is alapított (Biblioteca Populară a Tribunei), amely négy év alatt negyvenöt könyvet adott ki, így mozdítva elő a román irodalom nagyjainak erdélyi megismertetését.
A román érdekek védelmében harcos nacionalista álláspontot foglalt el, ami ellenérzést keltett több magyarországi román vezetőben (Vincențiu Babeș, Alexandru Mocsonyi). 1885-ben számos cikkben támadta az általa magyarosító egyletnek nevezett Erdélyi Magyar Közművelődési Egyesületet. 1885 végén a Gazeta Transilvaniei cikksorozatban támadta a békebontónak tartott Tribunát, ugyanakkor a nagyszebeni érsek is szembefordult vele. Ennek ellenére a Tribunának sikerült a magyarországi román közvélemény irányítójává válnia, és ezt a pozícióját a működése első tíz évében megtartania.
A lap ellen öt sajtópert indítottak, és pénzbírságot róttak ki rá; 1888-ban pedig Slavici-ot izgatásért egy évi fogházra ítélték, ekkor a váci fogházból irányította a lapot. Romániába költözése után a lapot barátai, Eugen Brote, Vasile Lucaciu és Aurel C. Popovici irányították. Bukarestben Slavici a liberális párt segítségével megszervezte a Liga Culturală egyesületet, amely a továbbiakban a Tribuna támogatójává vált. 1891 után a Tribuna a Liga Culturală és a romániai liberális párt félhivatalos szerve lett.
A lap körül csoportosuló fiatalok állandó nyomása arra szorította a Román Nemzeti Pártot, hogy 1892-ben memorandumot nyújtson be Ferenc Józsefhez a magyar államban élő románok kollektív sérelmeiről. A memorandum elkészítésében és benyújtásában a Tribunának és munkatársainak döntő szerepe volt.
1894 után a lap irányításában szakadás következett be, amely a romániai konzervatív és liberális pártok viszályát tükrözte. 1895-ben két fiatal írót, George Bogdan-Duică-t és Ioan Russu-Şirianut eltávolítottak a szerkesztőségből, akik 1896 végén új lapot indítottak Aradon Tribuna poporului  címen. Az új lap hamarosan elhódította a régi olvasóit, és a Tribuna lassú hanyatlásnak indult. Utolsó száma 1906. április 16-i dátummal (Gergely-naptár szerint április 29.) jelent meg.